# Миша Јовановић
Милош Миша Јовановић (Крагујевац, 1910 — Београд, 7. јун 1978) био је учесник Народноослободилачке борбе и друштвено-политички радник Социјалистичке Републике Србије.  

## Биографија
Рођен је 1910. у Крагујевцу. Био је најстарије дете у породици Димитрије и Данице Јовановић. Основу школу и гимназију завршио је у родном месту. Студирао на Правном факултету у Београду, где се припадао револуционарном студентском покрету, а 1934. постајо је члан тада илегалне Комунистичке партије Југославије (КПЈ).
Због политичке и револуционарне делатности више пута је хапшен и прогањан од полиције. Године 1935. осуђен је на три месеца строгог затвора од стране Државног суда за заштиту државе. Од 1939. до 1941. радио је као адвокатски приправник у Крагујевцу. У прератном периоду био је један од уреника листа Светлост, који је издавала КПЈ.
Након окупације Југославије, активно се укључио у Народноослободилачки покрет (НОП) и учествовао у устанку у Србији 1941. године. Био је борац Крагујевачког партизанског одреда, а од децембра 1941. борац Прве пролетерске ударне бригаде. Био је ученик Игманског марша, јануара 1942, када је тешко промрзао и заједно са другим промрзлим борцима „игманцима” лечио се у болници у Фочи. Као ратни војни ивалид, након опоравка је обављао дужности политичког комесара болнице, коректора штампарије Врховног штаба НОВ и ПОЈ и секретара претставништва НОВЈ у Риму.
После ослобођења Југославије обављао је политичке и правничке дужности. Био је најпре врховни тужилац Суда српске националне части, а од 1945. до 1947. јавни тужилац за Београд. Од 1947. до 1950. био је саветник Посланства ФНРЈ у Риму, а од 1950. јавни тужилац Народне Републике Србије и председник Врховног суда СР Србије. Биран је за члана Централног комитета Савеза комуниста Србије и Главног одбора Социјалистичког савеза радног народа Србије (СРНС).
Умро је 7. јуна 1978. и сахрањен је у Алеји заслужних грађана на Новом гробљу.
Сви чланови његове породице били су учесници Народноослободилачке борбе од 1941. године. Браћа Милован и Мирко, као и сестре Зага и Зора. Мирко је после рата био генерал-пуковник ЈНА и проглашен је за народног хероја, а сестра Зора је стрељана на Бањици октобра 1942. године.
Носилац је Партизанске споменице 1941. и других југословенских одликовања, међу којима су — Орден заслуга за народ првог реда, Орден братства и јединства првог реда, Орден за храброст и др.